# Чарлі Остін
Чарлі Остін (англ. Charlie Austin; нар. 5 липня 1989, Гангерфорд, Англія) — англійський футболіст, нападник клубу «Квінз Парк Рейнджерс».

## Кар'єра

### Аматорський футбол
Остін навчався грі у футбол в дитячих командах клубу «Редінг», однак через малий зріст та вагу був виключений із структури у віці 15 років. Однак, Чарлі не полишив футбол і приєднався до аматорських команд: спочатку «Кінтбері Рейнджерс» у 2006, а через рік — до «Гангерфорд Таун», що представляла його рідне місто.
2008 року Остін разом із сім'єю переїхав до Борнмута, де приєднався до «Пул Тауна», команди, що виступала в напівпрофесіональному дивізіоні Англії, та одночасно працював мулярем. Протягом сезону 2008—2009 футболіст відзначився неймовірною результативністю, забивши 48 м'ячів у 42 поєдинках.
Підготовку до сезону 2009—2010 гравець проводив у клубі «Борнмут» що виступав на той час у Другій футбольній лізі, але через трансферну заборону з боку Футбольної асоціації, тренер команди Едді Гау не зміг підписати Остіна. Тому Чарлі повернувся до «Пул Тауна», за який зіграв ще 11 ігор і забив 18 голів.

### Професійний футбол
У вересні 2009 Остіна запросили на тижневий перегляд до «Свіндон Таун» — команди з Першої футбольної ліги.